# Órgano de Administración Judicial (México)
El Órgano de Administración Judicial es una de las instituciones depositarias del Poder Judicial de la Federación en México; es el organismo que tiene a su cargo la administración y seguimiento de la carrera judicial dentro de los componentes del Poder, con excepción de la Suprema Corte y el Tribunal Electoral. Además, debe velar en todo momento por la autonomía de los órganos del Poder Judicial de la Federación y por la independencia e imparcialidad de sus miembros.
Está integrado por cinco miembros: tres Consejeros designados por el Pleno de la Suprema Corte, de entre los Magistrados de Circuito y Jueces de distrito; un Consejero designado por el Senado, y uno por el Presidente de la República. 
Todos los consejeros durarán seis años en su cargo, y ejercerán de manera rotativa y por dos años la presidencia del mismo. Son sustituidos de manera escalonada, y no pueden ser nombrados para un nuevo periodo.

## Estructura orgánica y funcionamiento
El Órgano funciona en Pleno o en comisiones. El Pleno resuelve sobre la determinación del número y división en circuitos, competencia territorial y especialización por materias de los Tribunales Colegiados de Circuito, de los Tribunales Colegiados de Apelación y de los Juzgados de distrito; determina el ingreso, permanencia y separación del personal de carrera judicial y administrativo, así como su formación, promoción y evaluación de desempeño; regula la expedición de reglamentos, e inspección del cumplimiento de los mismos, para el gobierno interno del Poder Judicial; autoriza las licencias y recibe las renuncias de las personas titulares de los organismos judiciales. Mientras que las comisiones se encargarán de la administración de la carrera judicial y de la creación de nuevos órganos.
El pleno se compondrá de los cinco consejeros, pero podrá operar con cuatro; la presidencia del pleno se designará mediante insaculación, durará dos años y será rotativa; sesionará dos veces al año, el primer periodo, del primer día hábil de enero hasta el último hábil de la primera quincena de julio, y el segundo periodo, del primer día hábil de agosto, hasta el último de la primera quincena de diciembre. Las decisiones se tomarán por el voto de la mayoría de los presentes, salvo aquellas que la ley señale necesaria la mayoría de cuatro votos del total de miembros.
El Órgano de Administración Judicial contará con una institución de autonomía técnica denominada Escuela Nacional de Formación Judicial, encargada de diseñar e implementar los planes, programas y proyectos de formación, capacitación, evalución, certificación y actualización del personal de carrera judicial y administrativo de todos los órganos del Poder Judicial, los pares de las entidades federativas, las fiscalías, defensorias públicas, organismos de derechos humanos y la población en general. Y realizar los concursos de oposición para acceder al Poder Judicial.
Además de este funcionarán los siguientes órganos auxiliares:
- Instituto Federal de Defensoría Pública
- Contraloría
- Unidad de Peritos Judiciales
- Unidad de Administración [...] (una por cada órgano judicial)
  - de la Suprema Corte de Justicia de la Nación
  - del Tribunal Electoral del Poder Judicial de la Federación
  - del Tribunal de Disciplina Judicial
- Instituto Federal de Especialistas de Concursos Mercantiles
- Centro Público de Mecanismos Alternativos de Solución de Controversias del Poder Judicial de la Federación

## Facultades
Las obligaciones, prerrogativas y atribuciones del Órgano están determinados en el artículo 100 de la Constitución, y ampliado en el artículo 80 de la Ley Orgánica del Poder Judicial de la Federación; el conjunto de estas se resume en los siguientes puntos:
- Expedir reglamentos internos de administración, carrera judicial y escalafón de los órganos judiciales.
- Operar el servicio de defensoría pública para delitos federales.
- Coordinarse con el Tribunal de Disciplina Judicial, para emitir los lineamientos respectivos o resoluciones que requiera este tribunal en el ejercicio de sus funciones.
- Ser instruido por el pleno de la Suprema Corte para concentrar a dos o más órganos jurisdiccionales en la atención de casos graves de violación a los derechos humanos.
- Elaborar y ejercer el presupuesto del Poder Judicial.
- Determinar el número y límite territorial de los circuitos judiciales en los que se dividirá el país.
- Designar a los titulares de los Plenos Regionales, de entre los magistrados de circuito, con mayor votación en la última elección.
- Determinar la composición y especialización de los Tribunales Colegiados de Circuito y Apelación.
- Determinar el número y jurisdicción, de materia y territorio, de los jueces de distrito en un circuito judicial.
- Emitir las medidas necesarias para el resguardo de las personas juzgadoras.
- Decidir sobre el cambio de sede de los órganos jurisdiccionales y el cambio de sus titulares a un nuevo circuito.
- Notificar al Senado de la República, una vez llegado el momento de la convocatoria de una elección judicial, cuales son los cargos y características de estos (especialización, ubicación, etc.) que contenderan en el proceso electoral.
- Recibir las renuncias de los titulares en los Tribunales de Circuito y los Juzgados de distrito.

## Composición
Está integrado por cinco miembros: tres Consejeros designados por el Pleno de la Suprema Corte, de entre los Magistrados de Circuito y Jueces de distrito; un Consejero designado por el Senado, y uno por el Presidente de la República; estarán en su cargo durante seis años de manera improrrogable. 
| Titular | Periodo                  | Designado por                          |
| ------- | ------------------------ | -------------------------------------- |
|         | 1 de septiembre de 2025- | Suprema Corte de Justicia de la Nación |
|         | 1 de septiembre de 2025- | Suprema Corte de Justicia de la Nación |
|         | 1 de septiembre de 2025- | Suprema Corte de Justicia de la Nación |
|         | 1 de septiembre de 2025- | Presidenta de la República             |
|         | 1 de septiembre de 2025- | Senado de la República                 |

## Requisitos para acceder al cargo
Las personas que aspiren a una magistratura del Órgano de Administración Judicial, deberá contar con los siguientes requisitos según el artículo 74 de la Ley Orgánica del Poder Judicial de la Federación.
Para ser electo Magistrado o Magistrada del Tribunal de Disciplina Judicial, se deberán cumplir los siguientes
requisitos:
- Ser ciudadanos mexicanos o mexicanas por nacimiento, en pleno ejercicio de sus derechos civiles y políticos;
- Contar con experiencia profesional mínima de cinco años;
- Contar con título de licenciatura en derecho, economía, actuaría, administración, contabilidad o cualquier título profesional relacionado con las actividades del Órgano de Administración Judicial, con antigüedad mínima de cinco años
- No estar inhabilitados para desempeñar un empleo, cargo o comisión en el servicio público, ni haber sido condenados por delito doloso con sanción privativa de la libertad.

## Designación
De acuerdo con el artículo 100 de la constitución, la designación de las personas titulares del Órgano de Administración Judicial se realiza de la siguiente manera:
- La Suprema Corte de Justicia designará a tres por mayoría de seis votos en el Pleno.
- El Presidente de la República designará a uno de manera directa.
- El Senado de la República, por mayoría calificada de dos tercios designará a uno.